# 2DROTS
2DROTS — російський футбольний клуб із Москви. Одна з найпопулярніших медіафутбольних команд Росії. 10 липня 2022 2DROTS став чемпіоном першого сезону Media Football League. Після цього клуб брав участь у Кубку Росії з футболу 2022—2023. 3 грудня 2022 року 2DROTS виграл фінал другого сезону MFL.
Принциповим суперником для 2DROTS є «Амкал».
25 березня 2023 року 2DROTS провів перший товариський матч проти команди Прем'єр-Ліги. Самураї обіграли ЦСКА із рахунком 2:1. У складі професійного клубу виступив Даніел Карвальйо.
Третій сезон Медіаліги команда не виграла, але як фіналіста було запрошено до нового розіграшу Кубка Росії.
У 5 сезоні Медіаліги 2DROTS сягнули фіналу, де програли Broke Boys з рахунком 0:3. Клуб знову було запрошено на Кубок России.